# Zagaje Boleszyńskie
Zagaje Boleszyńskie – przysiółek wsi Kotarszyn w Polsce, położony w województwie świętokrzyskim, w powiecie ostrowieckim, w gminie Waśniów.
W latach 1975–1998 przysiółek administracyjnie należał do województwa kieleckiego.
Zagaje w roku 1662 zwane także „Zagaie” obecnie przysiółek Zagaje Boleszyńskie położony między  Małym Jodłem a Broniewicami, ok. 5 km na północny zachód od  Boleszyna; 16 km na północny zachód od klasztoru świętokrzyskiego.

## Historia
Podległość administracyjna świecka i kościelna
W roku 1662 folwark, 1818 pertynencja

W roku 1662 powiat sandomierski, 1787 powiat radomski, 1662 parafia Kunów
Topografia i granice
1662 graniczy z  Dołami Opacimi

1674 graniczy z Prawęcinem

1787 graniczy z Małym Jodłem (ks. Bastrzykowski 1939 450).

## Kalendarium własności
Własność klasztoru świętokrzyskiego
1662 opat świętokrzyski daje pogłówne od 5 czeladzi w folwark Zagaje koło wsi Doły Opacie

1674 pogłówne od 5 czeladzi folwarcznej Zagaje koło Prawęcina ,

1787 liczy 13 mieszkańców ,

1818 folwark Boleszyn oraz „pertynencja Zagaje.” należące do stołu opata, zostają wydzierżawione na 3 lata ,

## Powinności dziesięcinne
Dziesięcina należy do plebana Kunowa .